# 史密斯菲爾德 (印地安納州)
史密斯菲爾德（英語：Smithfield）是位於美國印地安納州特拉華縣的一個非建制地區。該地的面積和人口皆未知。

## 地理
史密斯菲爾德的座標為40°10′12″N 85°16′07″W / 40.17000°N 85.26861°W，而該地的平均海拔高度為301米（即988英尺）。